# Schrägbahn
Die Schrägbahn ist eine Art Karussell (Fahrgeschäft), bei der aneinander hängende Wagen auf einer schräg gestellten Ebene im Kreis fahren.
Die Schrägbahn ist der Vorläufer des Musik Express und der Walzerbahn.
Sie wurden von der Firma Mack Rides aus Waldkirch Anfang der 1960er Jahre gebaut. Im Gegensatz zu den genannten Weiterentwicklungen verfügt sie nur über eine schiefe Ebene ohne jede Erhebung. 

## Technik
Der Antrieb erfolgt jedoch schon wie bei den Nachfolgern zentral bzw. mit Antriebsmotoren an einzelnen Auslegern. Die Chaisen fahren auf einer Fahrschiene, die in der Tiefe des Geschäftes immer weiter an Höhe gewinnt. 
Das Geschäft hat einen Durchmesser von ca. 16 Meter. Die Anzahl der Chaisen liegt bei 20. In jeder Gondel können zwei Erwachsene oder drei Kinder befördert werden.
Insgesamt hat das Geschäft einen Anschlusswert von ca. 40 kW, dies kann jedoch je nach Ausstattung mit Licht variieren.
Die Geschwindigkeit liegt bei ca. 16 Umdrehungen pro Minute.